# Чабук, Сейит
Сейит Али Чабук (тур. Seyit Ali Çabuk, 1889—1939, более известный как капрал Сейит (тур. Seyit Onbaşı) — солдат Османской армии времён Первой мировой войны, капрал артиллерии. Национальный герой Турции.

## Биография
Родился в деревне Хавран, в апреле 1909 года поступил на службу в армию. Участник Балканских войн 1912—1913 годов, по окончании которых был переведён в гарнизон фортов, защищавших вход в пролив Дарданеллы.
С вступлением Османской империи в Первую мировую войну на стороне Центральных держав оборона черноморских проливов стала приоритетной задачей, от решения которой зависела судьба Блистательной Порты. К Дарданеллам была направлена крупная англо-французская эскадра. Генеральная атака проливов была назначена на 18 марта 1915 года.
В это время рядовой Сейит Чабук служил в составе расчёта береговой артиллерии форта «Румели Меджидие» на мысе Геллес. С началом атаки союзного флота форты оказались под ожесточённым обстрелом. Орудие в «Румели Меджидие» оставалось исправным, но подъёмный механизм тяжёлых артиллерийских снарядов был повреждён. Тогда Сейит, отличавшийся недюжинной силой, принёс три 240-мм снаряда, каждый из которых весил 275 кг, и орудие продолжило огонь. По распространённому мнению, один из этих снарядов нанёс фатальные повреждения британскому броненосцу «Оушен», хотя тот и затонул после подрыва на морской мине.
После отражения морской атаки Антанты Сейиту было присвоено звание капрала, а его подвиг получил широкую огласку, принеся ему статус героя нации.
В 1918 году он демобилизовался из армии и вернулся к себе в деревню. Работал лесником, позднее шахтёром на угольной шахте. Скончался в 1939 году от серьёзного заболевания лёгких.
Сразу несколько памятников увековечивают в Турции память о капрале Сейите и его подвиге. В Галлиполи, в районе былых сражений, у замка Килитбахир в 1992 году открыт целый мемориал капрала. Сразу две статуи изображают его несущим артиллерийский снаряд. В 2010 году был спущен на воду корабль «Seyit Onbaşı» названный в его честь. Судно предназначено для очистки поверхности моря от загрязнения.

## Комментарии
1. ↑  Хотя встречаются и другие цифры — от 140 до 255 кг.